# Bidamalamm
Bidamalamm är en sjö i Torsby kommun i Värmland och ingår i Göta älvs huvudavrinningsområde. Sjöns area är 0,034 kvadratkilometer och den är belägen 414 meter över havet.